# Beloševac (miasto Valjevo)
Beloševac (cyr. Белошевац) – wieś w Serbii, w okręgu kolubarskim, w mieście Valjevo. W 2011 roku liczyła 942 mieszkańców.